# Marie-Ève Pelletier
Marie-Ève Pelletier (ur. 18 maja 1982) – kanadyjska tenisistka.
Jest tenisistką praworęczną z oburęcznym backhandem. Sklasyfikowana najwyżej na 106. miejscu w rankingu światowym, w czerwcu 2005 roku. Na swoim koncie ma trzy zwycięstwa singlowe oraz dwadzieścia trzy zwycięstwa deblowe w zawodach rangi ITF. Treningi tenisowe rozpoczęła w wieku 5 lat. Jej hobby to internet, filmy oraz zakupy. Jest również reprezentantką Kanady w Pucharze Federacji.
Największym dotychczasowym sukcesem wielkoszlemowym jest osiągnięcie 2. rundy deblowej w US Open 2009 oraz w Australian Open 2010. W obu turniejach występowała w parze z Francuzką Julie Coin, ulegając dużo wyżej sklasyfikowanym parom deblowym.

## Wygrane turnieje rangi ITF
| turnieje z pulą nagród 100 000 $ |
| turnieje z pulą nagród 75 000 $  |
| turnieje z pulą nagród 50 000 $  |
| turnieje z pulą nagród 25 000 $  |
| turnieje z pulą nagród 15 000 $  |
| turnieje z pulą nagród 10 000 $  |

### Gra pojedyncza
|    | Data       | Turniej        | Kat. | ($)    | Naw.   | Finalistka          | Wynik         |
| 1. | 07/05/2000 | Virginia Beach | ITF  | 25 000 | ziemna | Rossana de los Ríos | 7:6, 6:2      |
| 2. | 30/01/2005 | Waikoloa       | ITF  | 50 000 | twarda | Hana Šromová        | 4:6, 6:1, 6:4 |
| 3. | 10/06/2012 | El Paso        | ITF  | 25 000 | twarda | Ashley Weinhold     | 6:4, 6:0      |